# 스코틀랜드 국립 초상화 미술관

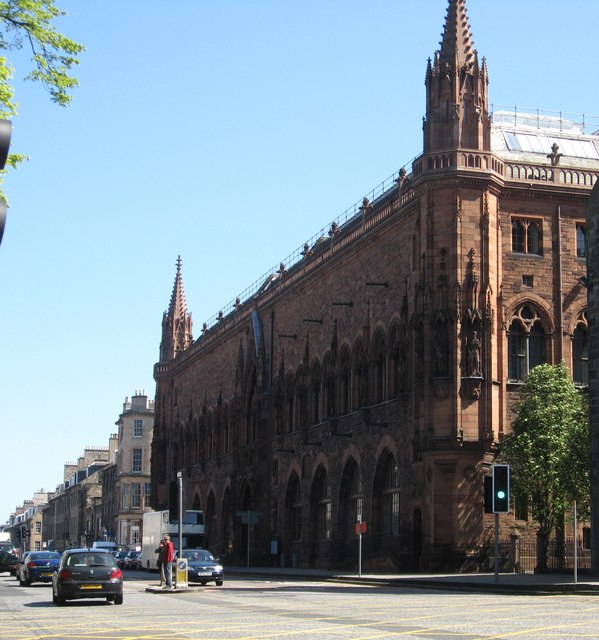
스코틀랜드 국립 초상화 미술관

스코틀랜드 국립 초상화 미술관(영어: Scottish National Portrait Gallery 스코티시 내셔널 포트레이트 갤러리[*])은 스코틀랜드 에든버러의 미술관이다.